# Світлий дім
Одеський міський благодійний фонд соціальної підтримки знедолених дітей «Світлий дім» (1996-2010) — неурядова благодійна організація, що опікувалася безпритульними дітьми в притулку з однойменною назвою.  
Заснована 24 травня 1996 році в Одесі священиком-салезіянином УГКЦ Олександром Чумаковим. Світлий дім розміщувався у старому дитячому садочку і утримував постійно 40-50 дітей. Силами волонтерів і небайдужих людей відшуковував безпритульних дітей в місті: на теплотрасах, під каналізаційними люками і приймав тих, хто сам приходив. У притулку їх годували, мили, перевдягали. Головним завданням було врятувати дітей і в подальшому знайти родичів або передати у державні інтернати. 
У штат Фонду на волонтерських засадах входили досвідчені педагоги і психологи з великим досвідом роботи з дітьми, які опинилися в складній життєвій ситуації. Зарплатню отримували лише двоє кухарів.  
Основні завдання фонду полягали в тому, щоб допомогти дітям справитися з їхніми особистими проблемами, інтегруватися в соціум, відновити документи, опанувати грамоту і підготували їх до вступу в професійні училища. Загалом Світлий дім допоміг понад трьом тисячам соціально незахищених дітей. 
Згодом Світлий дім став одним із осередків українського громадського життя в Одесі. Навколо дому гуртувалися волонтери, активісти та інші діячі. Тут зароджувалися різноманітні соціально-корисні проекти, проходили семінари, стажувалися студенти-педагоги та журналісти.

## Історія
Світлий дім було відкрито у підвальному приміщенні з ініціативи отця Олександра Чумакова. Згодом його було перенесено у старий дитячий садок, який почали облаштовувати власними силами і з допомогою волонтерів.
Дім розрахований на 32 дитини, однак переважно приймав більше. Найбільше дітей перебувало під опікою в холодну пору року. Взимку 2002-2003 року там перебувало 94 дитини. Переважно Фонд сприяв всиновленню дітей в Україні чи за кордоном. Однак, діти старші 14 років часто залишися в притулку протягом довшого періоду, адже значно важче знайти батьків готових всиновити підлітків.
У теплу пору року організація займалася оздоровленням підопічних: проводили тривалі поїздки в Карпати, Очаків, на Південний Буг, на Кінбурнську косу та інше.

### Боротьба за існування Фонду
Світлий дім часто був об'єктом політичного тиску, шантажування, перевірок, цькування і «наїздів». Так, наприклад, притулок штрафувала санепідемстанція, обрахував водоканал і також були спроби прокуратури закрити притулок, з огляду на те, що притулок приймав дітей з Молдови та Придністров'я. За словами керівника фонду о. Олександра Чумакова, у 2004 році представники від Партії регіонів здійснювали тиск на нього та дітей. 
Серед причин тиску на фонд можна виділити наступні:
1. Організація неодноразово критикувала державні структури, що опікуються неповнолітніми, розказувала про порушення прав дітей: про насильство, спекуляції і несправедливість[10][11]. За словами рабина Шая Гіссера конфлікти між притулком і одеською владою неминучі. Причина в тому, що[4]:

|  | Чумаков займається відходами виробництва державної системи соціального забезпечення. Міські структури роблять велику кількість огріхів у своїй роботі, — вважає екс-одесит. — До того ж «Світлий дім» має ділянку в престижному районі, яка коштує чимало мільйонів доларів. В Одесі й за меншу суму вбивали, що ви хочете? |

1. Фонд займав ділянку землі в центрі Одеси за 500 метрів від моря[12].
2. Конфлікт о. Олександра Чумакова з місцевою владою. Зокрема, підтримка Помаранчевої революції у 2004 році[12].
3. Бізнес на дітях-сиротах[12].
4. Монополія держави на дитину-сироту[12].

### Фінансування
Від початку існування Фонду о. Олександр Чумаков принципово відмовився працювати за гроші грантів чи різних проектів вважаючи, що благодійники знайдуться, якщо їх праця буде ефективною.
Світлий дім переважно функціонував завдяки благодійним внескам окремих людей. Часто це були внески іноземців. Так, наприклад, коли доводилося погашувати значні заборгованості перед «Одесаводоканал» та «Одесаобленерго» або облаштовувати індивідуальне опалення і котельню, коштами допомагала католицька громада міста-побратима Одеси Регензбурга. Допомагали також салезіани з монастиря в німецькому місті Бенедиктбоєрн, депутат Верховної Ради і одна одеська організація. Теплими речима допомагали і мешканці Москви, передаючи їх потягом.
За час існування Світлого дому різнопланову допомогу надавали: 
- Благодійний фонд Мараховських «Милосердя Віктор»